# Hao Jialu
Hao Jialu (20 de agosto de 1987) é uma esgrimista chinesa, medalhista olímpica.

## Carreira
Jialu na espada por equipes. Conquistou a medalha de prata na espada por equipes ao lado de Sun Yujie, Xu Anqi e Hao Jialu.